# Voudourisita
La voudourisita és un mineral de la classe dels sulfats. Rel ep nom en honor del professor Panagiotis Voudouris (1962), del departament de mineralogia i petrologia de la Facultat de Geologia i Geoambient de la Universitat Nacional i Kapodistríaca d'Atenes, en reconeixement de la seva obra innovadora sobre els dipòsits de Lavrion.

## Característiques
La voudourisita és un sulfat de fórmula química Cd(SO₄)(H₂O). Va ser aprovada com a espècie vàlida per l'Associació Mineralògica Internacional l'any 2012. Cristal·litza en el sistema monoclínic. La seva duresa a l'escala de Mohs és 3. És un mineral relacionat amb el grup de la kieserita. És l'anàleg poc hidratat de la drobecita, i més hidratat de la lazaridisita.

## Formació i jaciments
Es forma a través de l'oxidació de minerals de plom i zinc, com la galena i l'esfalerita, i inclou un ensamblat de minerals secundaris de cadmi. Va ser descoberta a la mina Esperanza, situada a Lavrion, dins del districte homònim de la prefectura d'Attikí, a Grècia. També ha estat descrita a les properes mines de Sounion, així com a la mina de carbó Kateřina, situada a la localitat de Radvanice, a la regió de Hradec Králové, a la República Txeca. Aquests tres indrets són els únics de tot el planeta on ha estat descrita aquesta espècie mineral.